# Медаль «За храбрость» (Бавария)
Медалью «За военные заслуги» (нем. Militär-Verdienstmedaille), с 2 марта 1918 года Баварская медаль «За храбрость» (нем. Bayerische Tapferkeitsmedaille) — баварская награда, учреждённая курфюрстом Карлом Теодором 30 октября 1794 года. Вручалась за боевые подвиги, высшая военная награда Баварии за храбрость для военнослужащих в звании ниже офицера.

## Описание

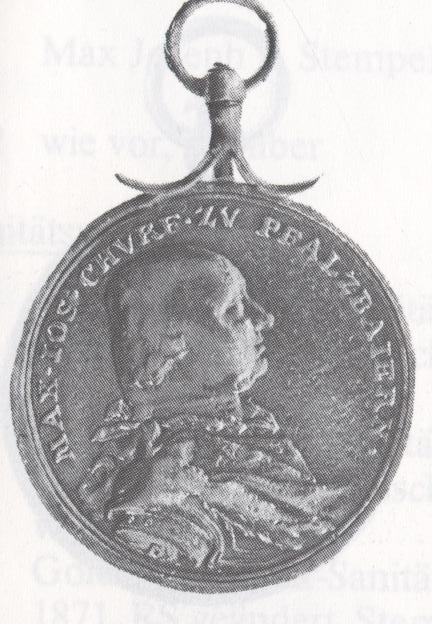
Версия 1799 года, аверс
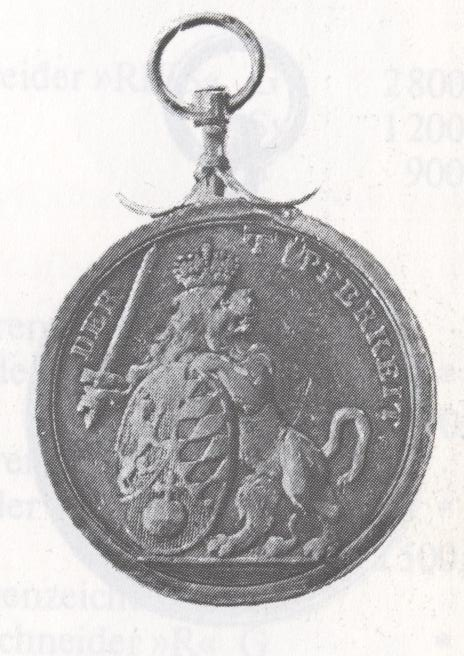
Версия 1799 года, реверс

На аверсе первого варианта был изображён повёрнутый вправо бюст учредителя в кирасе с надписью «CARL THEOD. PF. B. RH. H. I. B. CHVRFVERST» («Карл Теодор, пфальцграф Рейнский, герцог Баварский, курфюрст»). Реверс украшает повернутый влево лев в короне с мечом и овальный герб Баварии, а также девиз «DER BRAVETY» («За храбрость»).
С февраля 1799 года вручалась медаль с изображением нового курфюрста Максимилиана IV Иосифа в одеянии в стиле барокко с надписью «MAX. JOS. CHVRF. ZV PFALZBAIERN», в остальном дизайн остался неизменным.
Внешний вид награды претерпел серьезные визуальные изменения в 1806 году, после того, как статус Баварии был повышен до королевства. Максимилиан стал королём, соответственно и надпись на медали изменилась на «MAXIMILIAN JOSEPH KOENIG VON BAIERN». Кроме того, профиль короля теперь стал повёрнут влево, с современной прической и одеждой. Щит на реверсе из курфюршестского был преобразован в королевский, а геральдического льва стала венчать королевская корона.
С нюансами в надписи (иногда «KÖNIG» вместо «KOENIG») и чеканке медаль оставалась неизменной до прекращения награждений. Последняя модель, выпускавшаяся во время франко-прусской и Первой мировой войны, была разработана гравёром Иоганном Адамом Рисом (1813–1889), с его подпись на аверсе. Из-за войны с 1917 года медаль «золотого» класса изготавливалась уже не из золота, а из позолоченного серебра.
Награду носили на черно-бело-синей ленте на левой стороне груди, обычно реверсом со львом наружу, поскольку его изображение со временем стало культовым в королевстве. Медаль изображалась практически повсюду, даже на официальных изданиях ордена, членских билетах и канцелярских принадлежностях.

## История

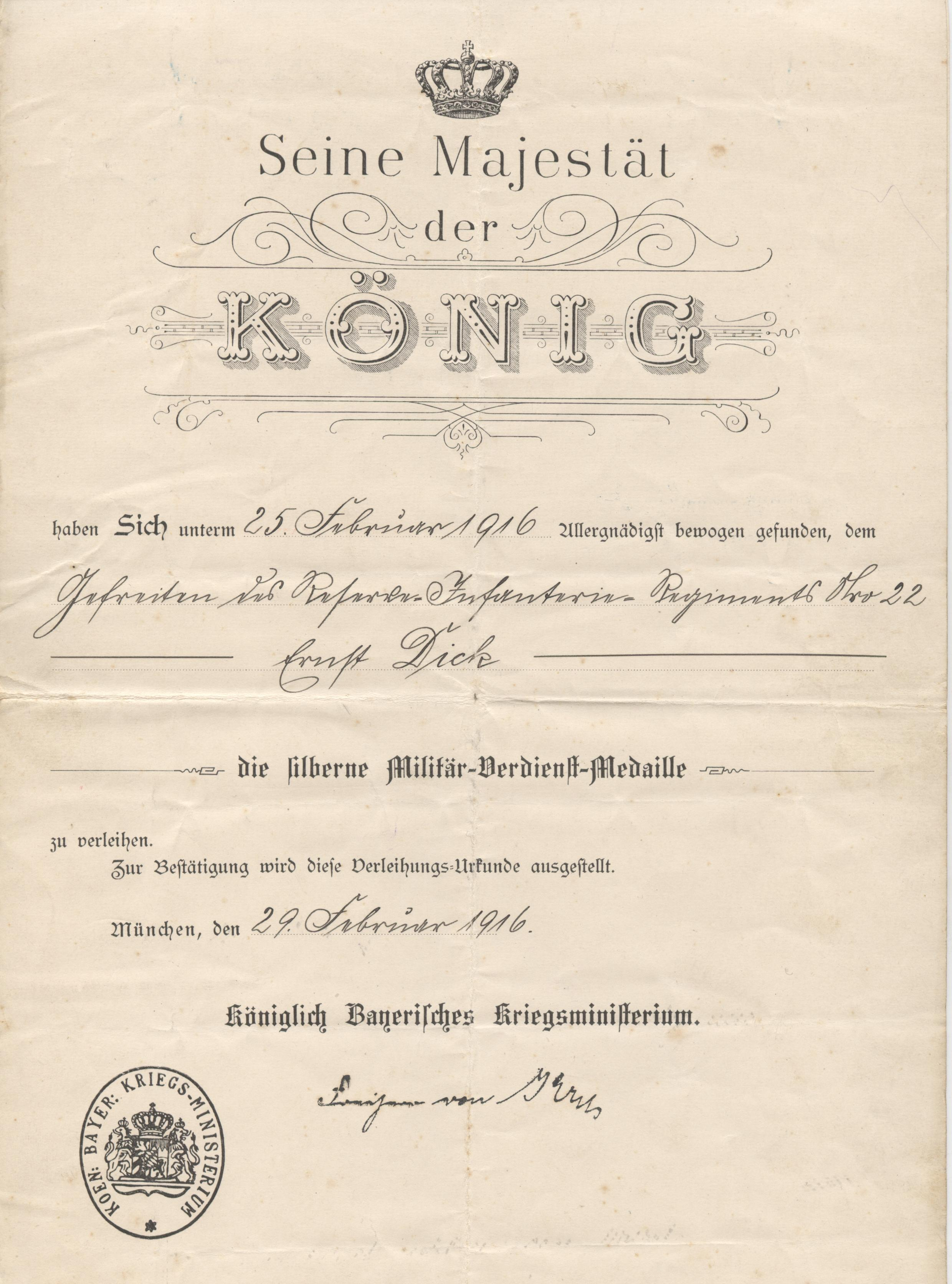
Наградное удостоверение серебряного уровня, 1916

Медаль была присуждалась в золотом и серебряном классе, оба из которых пользовались одинаковым уважением. Согласно статье VI устава серебряная награда предназначалась для награждения за «доблестные поступки», а золотая — за «наиболее выдающиеся». Статья VII прямо гласила, что медали обоих степеней следует жаловать умеренно, дабы не обесценивать их.

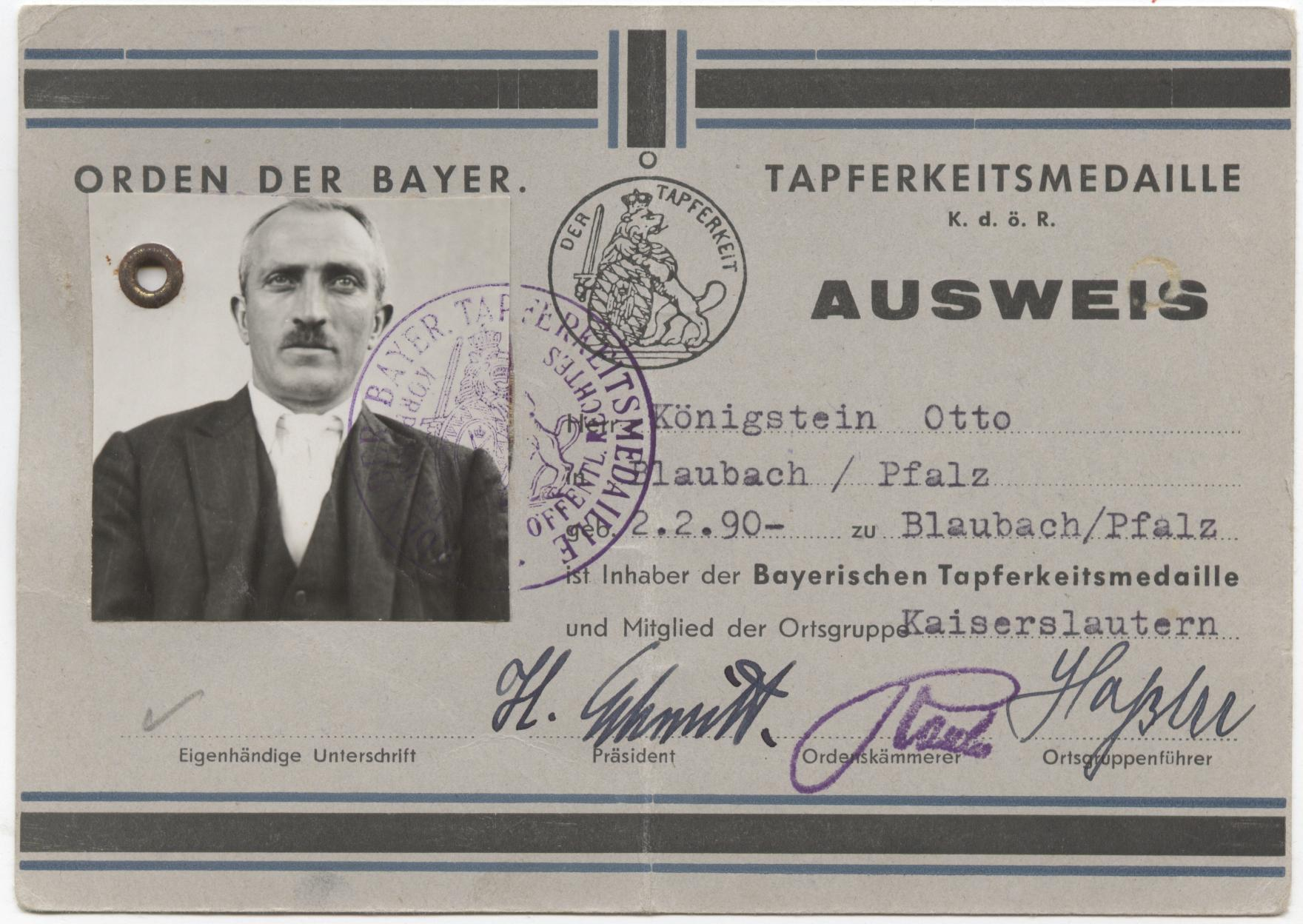
Удостоверение личности обладателя Баварской медали за отвагу

И в старой армии до 1918 года, и в рейхсвере, в вермахте и в бундесвере уставом службы было предусмотрено, что часовые казарм должны были отдавать дань уважения кавалерам медали, если те — даже на гражданской форме – носили её открыто.
Для военных врачей в 1914 году была создана специальный вариант награда за храбрость — баварский Военно-медицинский орден.
Последняя баварская медаль «За храбрость» была вручена Свободным государством Бавария в марте 1920 года за подвиг во время Первой мировой войне.

### После упразднения монархии
После прекращения награждения медаль продолжал существовать как полугосударственная общественная организация до смерти последнего кавалера в конце XX века. Организация издавала журнал и имела собственную канцелярию. Все награждённые также получали удостоверения личности с фотографией, дававшее им, помимо высочайшего социального авторитета и почётной пенсии, также различные льготы, например, бесплатный проезд в общественном транспорте и т. д.
В 1957 году медаль была включена в список высших немецких военных медалей, обладатели которых имели право на ежемесячное почётное государственное жалованье. Кроме того, после смерти их кавалеров, бундесвер обычно отправлял почётную делегацию, дежурившую у гроба и возлагавшую медаль покойного на похоронах.
4 июля 2002 года премьер-министр Баварии Эдмунд Штойбер возложил на 12-ю бронетанковую бригаду «Верхний Пфальц» ответственность за поддержание традиции вручения баварской медали «За храбрость». Войсковая ассоциация также установила мемориал с исторической выставкой в помещениях традиционных казарм Леопольда в Амберге.

## Количество награждённых
Количество вырученных медалей по военным конфликтам (цифры в разных фалеристических трудах иногда различаются).

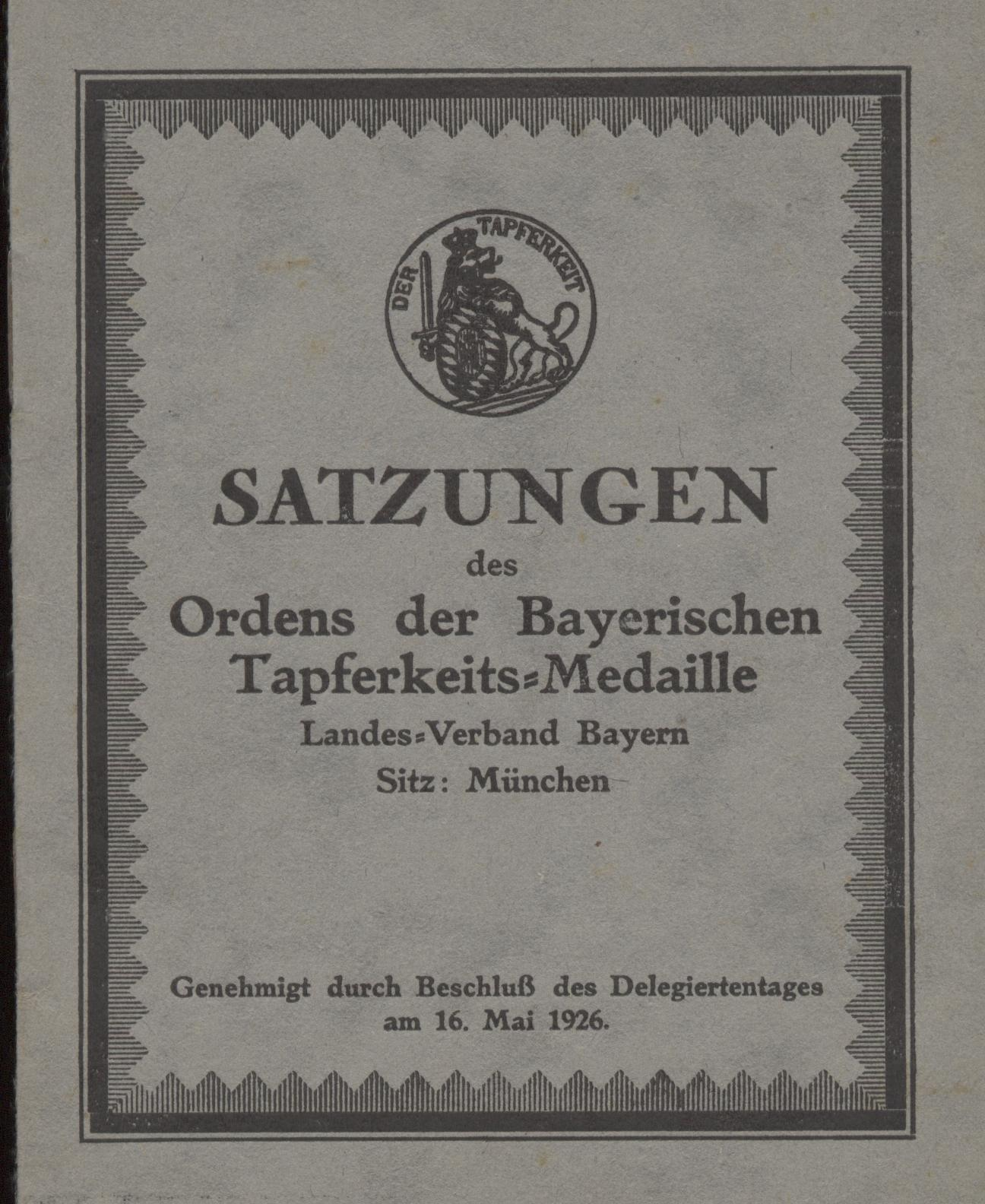
Брошюра с уставом ордена, 1926

### Кампании 1794–1801 годов(впоследствии расширено до 1804 года)
- 34 золотые медали
- 141 серебряная медаль

### Кампании 1805–1809 годов
- 180 золотых медалей
- 944 серебряных медали

### Кампании 1812–1815 годов (впоследствии расширено до 1834 года)
- 72 золотые медали
- 243 серебряные медали

### Датско-немецкая война (1848—1850)
- 5 золотых медалей
- 13 серебряных медалей

### Австро-прусско-итальянская война1866 года
- 29 золотых медалей
- 93 серебряные медали

### Франко-прусская война1870-1871 годов
- 212 золотых медалей
- 800 серебряных медалей

### Боксёрское восстаниев Китае 1900/01 годов
- 7 серебряных медалей

### Война в Юго-Западной Африке1904 года
- 3 серебряные медали

### Первая мировая война
- 998 золотых медалей
- 2839 серебряных медалей

По данным Баварского военного архива, всего в период с 10 апреля 1795 года до марте 1920 года было вручено 1474 золотых и 4868 серебряных медалей «За храбрость».

### Известные награждённые

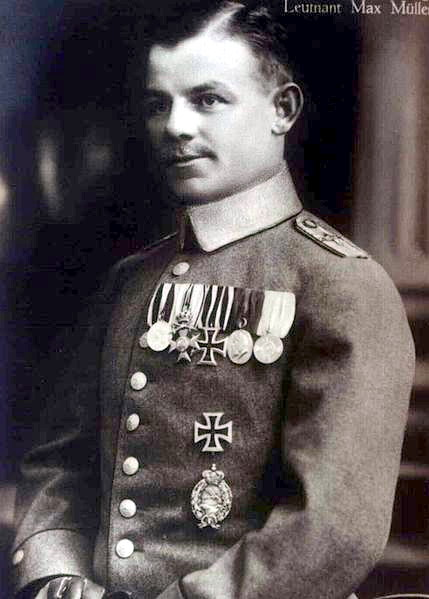
Летчик-истребитель Макс фон Мюллер с медалью «За храбрость» (наградная пряжка, крайняя слева)

- Ганс Зоберляйн[нем.] — ветеран Первой мировой, добившийся большой популярности как писатель благодаря опубликованным в 1931 году военным мемуарам «Вера в Германию» (Der Glaube an Deutschland). Книга быстро стала бестселлером, продавшись 800 000 тиражом, а в 1934 году по ней был снят фильм «Штурмовой батальон 1917».[6]
- Ганс Баур — личный пилот Адольфа Гитлера, опубликовавший в 1957 году мемуары «Мой могучий полёт над землёй» (Ich flog Mächtige der Erde), многократно переиздававшийся и переведённый на английский язык. Пилот начинает рассказ с том, как он получил медаль «За храбрость» во время Первой мировой.
- Макс фон Мюллер — баварский летчик-ас, погибший в 1918 году. Получил обе степени медали.[7]
- Священник Йоханнес Краус фон Эйхштетт (1890–1974) и президент ассоциации рабочих в Мюнхене Леопольд Шварц (1897–1961) — участники немецкого движения сопротивления.[8]